# Mr. Blue Sky
«Mr. Blue Sky» — пісня Electric Light Orchestra (ELO), що увійшла до сьомого студійного альбому гурту Out of the Blue (1977). Написана і спродюсована фронтменом Джеффом Лінном, пісня є четвертим і останнім треком сюїти «Concerto for a Rainy Day» на третій стороні оригінального подвійного альбому. «Mr. Blue Sky» став другим синглом з альбому Out of the Blue, досягнувши 6 місця в UK Singles Chart і 35-го в американському Billboard Charts.
Рекламні копії були випущені на синьому вінілі, як і альбом, з якого вийшов сингл. Завдяки своїй популярності та частому використанню у численних телевізійних шоу та фільмах, її іноді називають візитною карткою гурту.

## Натхнення
В інтерв'ю BBC Radio Лінн розповів про написання «Mr. Blue Sky» після того, як зачинився у швейцарському шале та намагався написати продовження ELO для A New World Record :
Було темно і туманно протягом 2 тижнів, і я нічого не придумав. Раптом засяяло сонце, і я подумав: «Ого, подивіться на ці прекрасні Альпи». Я написав «Mr. Blue Sky» і ще 13 пісень протягом наступних 2 тижнів.
Лінн також сказав:
Я думаю, що це моя найвідоміша пісня. Кожен розповідає мені про неї щось своє. Вона навіть шалено подобається дітям, бо схожа на дитячий віршик. Я пам'ятаю, як записав слова. Я був у шале в горах Швейцарії, і все навколо було в тумані та хмарах. Перші чотири дні я не бачив жодної місцевості, а потім все розвіялося, і перед очима назавжди відкрився цей величезний краєвид, а небо було блакитним.
Аранжування пісні було названо «Beatlesque», через схожість з піснями Beatles «Martha My Dear» та «A Day in the Life». в той час як гармонійно вона поділяє незвичні перші чотири акорди та гармонійний ритм з піснею «Yesterday». Фортепіано та барабанне інтро пісні запозичено з пісні Kinks 1968 року " Do You Remember Walter ".
Альтернативну версію написання пісні запропонував басист Келлі Ґраукатт, подавши 1983 року позов проти Лінна, в якому Ґраукатт стверджував, що написав середню частину пісні, але не був офіційно зарахований як автор.

## Сприйняття
Дональд А. Ґуаріско з AllMusic назвав «Mr. Blue Sky» «мініатюрною поп-симфонією» та «багатошаровим поп-смаколиком, який був чистим бітлівським пастишем», зазначивши, що «музика ділить час між куплетами, які повторюють одні й ті ж дві ноти з гіпнотичним ефектом подібно до «I Am the Walrus» і шиплячим, постійно висхідним приспівом». Ґуаріско також вказав на інші відсилання до The Beatles, такі як "басова лінія стаккато, що нагадує приспів «Hello, Goodbye», а також ударні фортепіанні лінії і задиханий фоновий вокал, що нагадує середину пісні «A Day in the Life». Музичний критик Нік ДеРізо виявив кілька відсилань до пісень Beatles, зокрема «Hello, Goodbye», «I Am the Walrus», «Maxwell's Silver Hammer» і «A Day in the Life».

## Особовий склад
- Джефф Лінн — головний та бек-вокал, головна та ритм-гітари, оркестрові та хорові аранжування
- Бів Бівен — барабани, різноманітні ударні інструменти, тарілки, бек-вокал, вогнегасник
- Річард Тенді — фортепіано, електропіаніно, синтезатор, вокодер, оркестрові та хорові аранжування
- Келлі Ґраукатт — бас-гітара, бек-вокал
- Мік Камінські — скрипка
- Г'ю МакДауелл — віолончель[15]
- Мелвін Гейл — віолончель

### Додатковий склад
- Луїс Кларк — оркестрові та хорові аранжування, диригент оркестру[16]

## Діаграми
| Чарт (1978)                                                | Пікова позиція |
| ---------------------------------------------------------- | -------------- |
| Australia Kent Music Report                                | 87             |
| Бельгія (Ultratop Flanders)                                | 18             |
| Canada Top Singles (RPM)                                   | 26             |
| Ірландія (IRMA)                                            | 28             |
| Нідерланди (Dutch Top 40)                                  | 11             |
| Нідерланди (Mega Single Top 100)                           | 8              |
| Велика Британія (UK Singles Chart)                         | 6              |
| США (Billboard Hot 100)                                    | 35             |
| US Cash Box Top 100                                        | 27             |
| US Record World Singles                                    | 33             |
| Федеративна Республіка Німеччина (Чарти GfK Entertainment) | 27             |

| Чарт (2008)     | Пікова позиція |
| --------------- | -------------- |
| Ірландія (IRMA) | 29             |

| Чарт (2011)      | Пікова позиція |
| ---------------- | -------------- |
| UK Singles (OCC) | 88             |

| Чарт (2017)                            | Пікова позиція |
| -------------------------------------- | -------------- |
| США (Hot Rock Songs) (Billboard)       | 12             |
| US Rock Digital Song Sales (Billboard) | 11             |

| Чарт (2019)                         | Пікова позиція |
| ----------------------------------- | -------------- |
| US Rock Streaming Songs (Billboard) | 11             |

| Чарт (1978)                     | Позиція |
| ------------------------------- | ------- |
| Netherlands (Dutch Top 40)      | 69      |
| Netherlands (Single Top 100)    | 43      |
| UK (Music Week)                 | 43      |
| US (Joel Whitburn's Pop Annual) | 206     |

| Чарт (2017)                   | Позиція |
| ----------------------------- | ------- |
| US Hot Rock Songs (Billboard) | 71      |